# Pistolet maszynowy Thompson

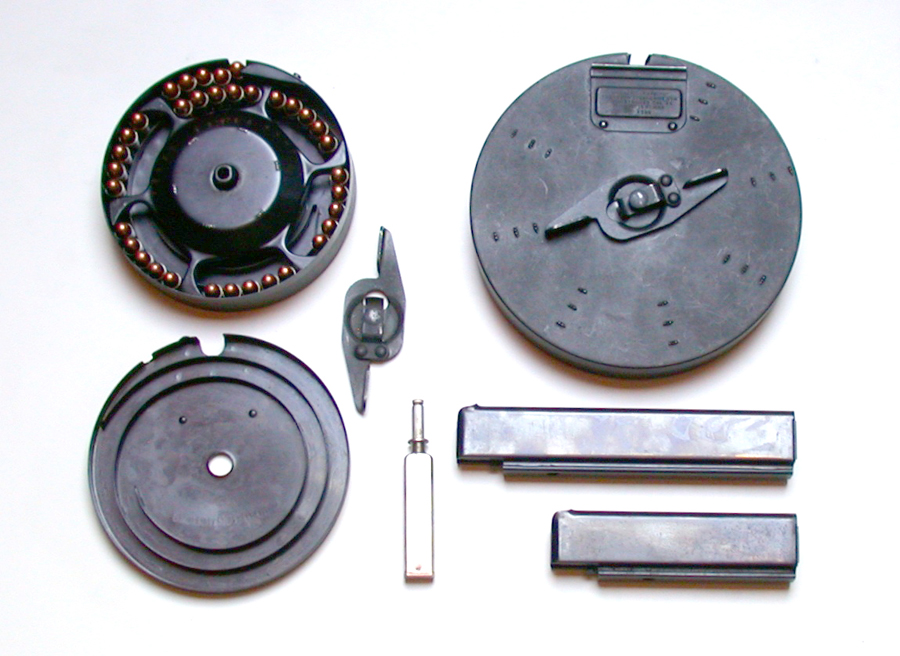
Magazynki używane w Thompsonach:
Bębnowe (50 i 100 nabojowe)
Pudełkowe (20 i 30 nabojowe)

Pistolet maszynowy Thompson (znany także jako Tommy gun) – amerykański pistolet maszynowy skonstruowany przez Johna T. Thompsona i produkowany przez firmę Auto-Ordnance.

## Służba
Pistolet był popularny w czasach prohibicji w Stanach Zjednoczonych, zarówno jako broń gangsterów, jak i policji. 
W Stanach Zjednoczonych Thompson był używany przez siły porządkowe, przede wszystkim przez FBI aż do 1976, kiedy został wycofany ze służby. Wszystkie Thompsony będące własnością rządu amerykańskiego zostały zniszczone z wyjątkiem kilku egzemplarzy muzealnych.
Obecnie oryginalny i sprawny model z 1928 kosztuje około 15 tysięcy dolarów. Łącznie wyprodukowano około 1,7 miliona sztuk tej broni, z czego 1 387 134 egzemplarzy uproszczonego modelu M1 używanego w czasie II wojny światowej.

### Użycie w Polsce
W drugiej połowie lat dwudziestych XX wieku Polska zakupiła około 100 sztuk pistoletów maszynowych Thompson wz. 1921/3 (wz. 1928) dla Policji Państwowej. Od kwietnia 1936 przekazano 16 sztuk do użytku w Korpusie Ochrony Pogranicza.

## Wersje
- M1921 – pierwszy model produkcyjny, bardzo dobrze wykończony, części drewniane były wykonane ze szlachetnych odmian drewna.
- M1927 – samopowtarzalna odmiana M1921, strzelająca wyłącznie ogniem pojedynczym.
- M1928 – krótsza odmiana M1921, najbardziej znana przedwojenna wersja pistoletu maszynowego Thompson, pojawiająca się w wielu filmach. W latach 30. XX wieku weszła na wyposażenie US Navy i Marines. W momencie wybuchu II wojny światowej wielkie zamówienia z Wielkiej Brytanii i Francji uratowały producenta przed bankructwem.
- M1928A1 – model, który wszedł do produkcji tuż przed japońskim atakiem na Pearl Harbor w grudniu 1941. Zmiany polegały przede wszystkim na zastąpieniu przedniego chwytu łożem oraz na uproszczeniu konstrukcji. Ta wersja była znacznie tańsza w produkcji. Mogła używać magazynków pudełkowych z 20 lub 30 nabojami lub bębnowych z 50 lub 100 nabojami, choć w praktyce okazało się, że korzystanie z magazynków bębnowych prowadziło do częstych zacięć.
- M1 – jeszcze bardziej uproszczona wojenna wersja tego pistoletu maszynowego. Zamek półswobodny zastąpiono w nim zamkiem swobodnym. Z lufy zniknęły charakterystyczne żebra poprawiające jej chłodzenie, a rękojeść napinania zamka przeniesiono na prawy bok komory zamkowej. Zmieniono obrys kolby i osadzono ją na stałe w komorze spustowej. M1 mógł być zasilany wyłącznie z magazynków pudełkowych, których produkcję ograniczono do wersji 30-nabojowej. Wszedł do produkcji w lipcu 1942.
- M1A1 – dalej uproszczony model wersji M1. Wyposażony został w zamek o uproszczonej konstrukcji ze stałą iglicą. Wszedł do produkcji w grudniu 1942.

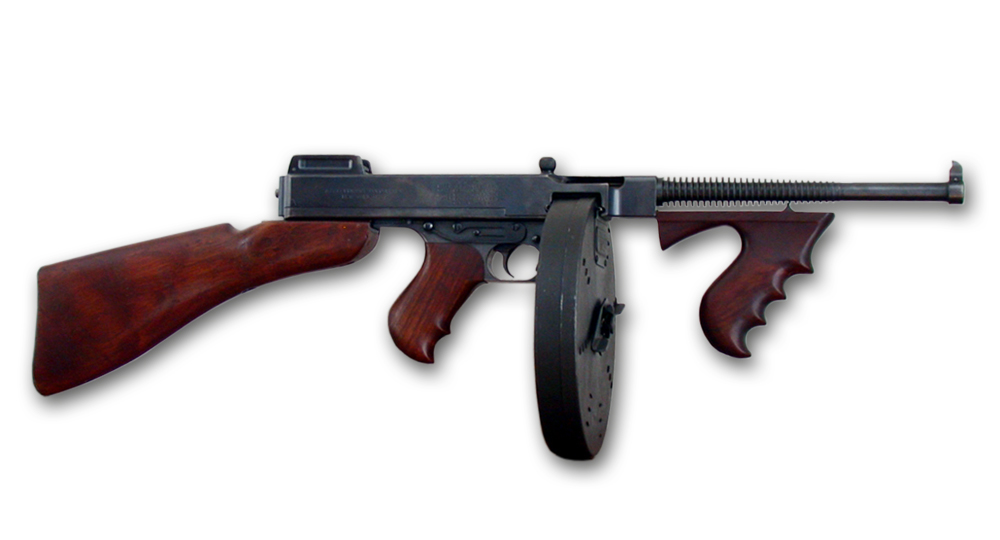
M1921
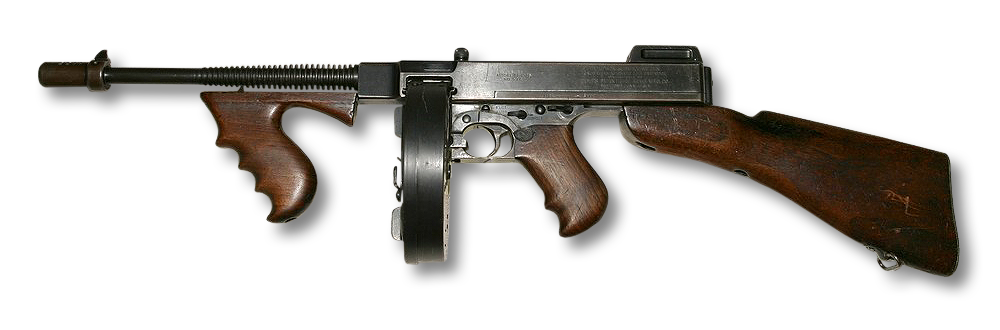
M1928
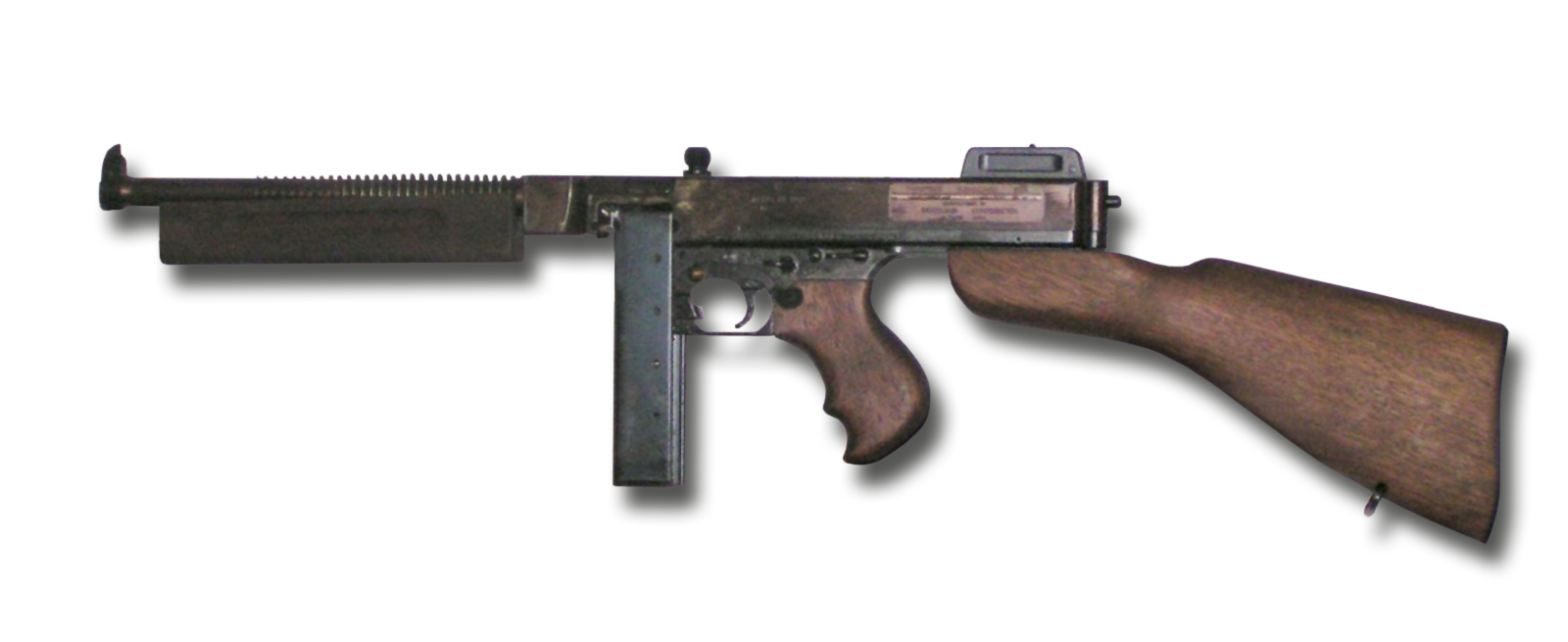
M1928A1
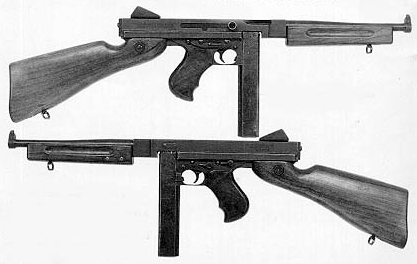
M1A1

## Dane taktyczno-techniczne
| Wzór                                    | M1921                              | M1928                   | M1                      |
| Nabój                                   | .45 ACP (11,43 × 23 mm)            | .45 ACP (11,43 × 23 mm) | .45 ACP (11,43 × 23 mm) |
| Masa broni nie załadowanej (kg)         | 4,9                                | 4,9                     | 4,7                     |
| Długość broni (mm)                      | 857                                | 857                     | 813                     |
| Długość lufy (mm)                       | 372 mm z długą i 267 z krótką lufą | 267                     | 268                     |
| Długość linii celowniczej (mm)          | ??                                 | 559                     | 536                     |
| Szybkostrzelność praktyczna (strz./min) | 600–725                            | 700                     | 700                     |
| Prędkość początkowa pocisku (m/s)       | 280 m/s                            | 280 m/s                 | 280 m/s                 |
| Zasięg efektywny (m)                    | 200                                | 200                     | 200                     |